# Amazon Simple Queue Service
Amazon Simple Queue Service (amb acrònim anglès Amazon SQS) és un servei de cua de missatges distribuït introduït per Amazon.com com a versió beta a finals de 2004, i disponible generalment a mitjans de 2006. Admet l'enviament programàtic de missatges a través d'aplicacions de serveis web com a forma de comunicar-se a través d'Internet. SQS està pensat per proporcionar una cua de missatges allotjada altament escalable que resol els problemes derivats del problema comú productor-consumidor o la connectivitat entre el productor i el consumidor.
Amazon SQS es pot descriure com una mercantilització del servei de missatgeria. Exemples coneguts de tecnologies de servei de missatgeria inclouen IBM WebSphere MQ i Microsoft Message Queuing. A diferència d'aquestes tecnologies, els usuaris no necessiten mantenir el seu propi servidor. Amazon ho fa per ells i ven el servei SQS a un preu per ús.
Amazon ofereix SDK en diversos llenguatges de programació com Java, Ruby, Python, .NET, PHP, Go i JavaScript. El desembre de 2014 es va llançar un client Java Message Service (JMS) 1.1 per a Amazon SQS.
Amazon SQS ofereix procediments d'autenticació per permetre un maneig segur de les dades. Amazon utilitza la seva identificació d'Amazon Web Services (AWS) per fer-ho, i requereix que els usuaris tinguin un compte habilitat per AWS amb Amazon.com. AWS assigna un parell d'identificadors relacionats, les teves claus d'accés AWS, a un compte habilitat per AWS per realitzar la identificació. El primer identificador és una clau d'accés pública de 20 caràcters. Aquesta clau s'inclou en una sol·licitud de servei AWS per identificar l'usuari. Si l'usuari no utilitza SOAP amb WS-Security, es calcula una signatura digital mitjançant la clau d'accés secreta. La clau d'accés secreta és un identificador privat de 40 caràcters. AWS utilitza l'identificador de clau d'accés proporcionat en una sol·licitud de servei per cercar la clau d'accés secreta d'un compte. Aleshores, Amazon.com calcula una signatura digital amb la clau. Si coincideixen, l'usuari es considera autèntic, si no, l'autenticació falla i la sol·licitud no es processa.